# Unione Sportiva Triestina Calcio 2000-2001
Questa pagina raccoglie le informazioni riguardanti l'Unione Sportiva Triestina Calcio nelle competizioni ufficiali della stagione 2000-2001.

## Stagione
Nella stagione 2000-2001 la Triestina disputa il girone A del campionato di Serie C2, raccoglie 55 punti che valgono il quinto posto in classifica. Partecipa ai play-off superando nelle semifinali la Pro Patria e nelle finali il Mestre, ottenendo così la promozione in Serie C1. La Triestina guidata dal giovane tecnico Ezio Rossi ha ottenuto 30 punti nel girone di andata, chiuso in quarta posizione, ha fatto meno bene nel girone discendente con 25 punti, ma riuscendo a centrare il quinto posto, che gli ha permesso di partecipare ai play-off, che designano la seconda promossa, la prima piazzata è stato il Padova promosso direttamente. La squadra alabardata si è fatta trovare pronta nel momento topico, imponendosi nei play-off, con una netta superiorità tecnica, rispetto a Pro Patria e Mestre, che pure l'hanno preceduta in classifica. La bella stagione giuliana è stata propiziata anche dalle reti di due attaccanti di razza, Mirco Gubellini autore di 14 reti e Fabrizio Provitali con 10 centri. Nella Coppa Italia di Serie C ad agosto la Triestina disputa il girone D di qualificazione, che ha promosso ai sedicesimi il Mestre.

## Divisa e Sponsor
Per questa prima stagione del secolo la Triestina veste la tradizionale maglia rossa alabardata, con calzoncini bianchi e calzettoni rossi. Lo Sponsor ufficiale è la Banca Popolare Friulandria - del Gruppo Intesa, mentre lo Sponsor tecnico è Errea.

## Rosa
| N. |                   | Ruolo | Calciatore          |
| -- | ----------------- | ----- | ------------------- |
|    | Italia (bandiera) | P     | Andrea Pinzan       |
|    | Italia (bandiera) | P     | Tiziano Ramon       |
|    | Italia (bandiera) | D     | Nicola Bambini      |
|    | Italia (bandiera) | D     | Michele Bacis       |
|    | Italia (bandiera) | D     | Gianluca Birtig     |
|    | Italia (bandiera) | D     | Alessandro Parisi   |
|    | Italia (bandiera) | D     | Omar Roma           |
|    | Italia (bandiera) | D     | Paolo Scotti        |
|    | Italia (bandiera) | D     | Mauro Stacanelli    |
|    | Italia (bandiera) | D     | Massimo Susic       |
|    | Italia (bandiera) | D     | Roberto Vecchiato   |
|    | Italia (bandiera) | D     | Emanuele Venturelli |
|    | Italia (bandiera) | C     | Andrea Boscolo      |
|    | Italia (bandiera) | C     | Massimo Caliari     |
|    | Italia (bandiera) | C     | Alessandro Canella  |
|    | Italia (bandiera) | C     | Gianluca Cocetti    |

| N. |                   | Ruolo | Calciatore            |
| -- | ----------------- | ----- | --------------------- |
|    | Italia (bandiera) | C     | Carmine Coppola       |
|    | Italia (bandiera) | C     | Luca Cortellazzi      |
|    | Italia (bandiera) | C     | Alessandro De Poli    |
|    | Italia (bandiera) | C     | Filippo Masolini      |
|    | Italia (bandiera) | C     | Aureliano Modesti     |
|    | Italia (bandiera) | C     | Daniele Pasa          |
|    | Italia (bandiera) | C     | Nicola Princivalli    |
|    | Italia (bandiera) | C     | Alessandro Teodorani  |
|    | Italia (bandiera) | C     | Michael Zago          |
|    | Italia (bandiera) | A     | Marco Borriello       |
|    | Italia (bandiera) | A     | Adriano Lardieri      |
|    | Italia (bandiera) | A     | Mirco Gubellini       |
|    | Italia (bandiera) | A     | Francesco Micciola    |
|    | Italia (bandiera) | A     | Marco Nicolosi        |
|    | Italia (bandiera) | A     | Alessandro Pontarollo |
|    | Italia (bandiera) | A     | Fabrizio Provitali    |

## Risultati

### Serie C2

#### Girone di andata
| Arbitro: | Marino (Roma) |

|              |           |  |
| Gubellini 6’ | Marcatori |  |

| Arbitro: | Siragusa (Acireale) |

|                                       |           |                                                   |
| S. Motta 23’, 84’ (rig.) A. Galli 29’ | Marcatori | 14’, 61’ Boscolo 17’ (aut.) Sogliani 25’ Micciola |

| Arbitro: | Tonin (Piombino) |

|               |           |  |
| Provitali 20’ | Marcatori |  |

| Arbitro: | Amato (Castellammare di Stabia) |

|              |           |            |
| Andreini 75’ | Marcatori | 1’ Boscolo |

| Arbitro: | Belloli (Bergamo) |

|                            |           |             |
| Provitali 10’ Micciola 42’ | Marcatori | 45+1’ Mauri |

| Arbitro: | Niccolai (Livorno) |

|                                |           |  |
| Gruttadauria 28’ Cardamone 36’ | Marcatori |  |

| Arbitro: | Lombardi (Lanciano) |

|                                            |           |  |
| Micciola 3’, 69’ Boscolo 52’ Teodorani 85’ | Marcatori |  |

| Arbitro: | Ambrosino (Torre del Greco) |

|                 |           |  |
| Sanguinetti 11’ | Marcatori |  |

| Arbitro: | Semeraro (Taranto) |

|                        |           |                        |
| Provitali 19’ Pasa 57’ | Marcatori | 70’ Cozzi 90+4’ Grossi |

| Arbitro: | Ponzalli (Firenze) |

|                              |           |  |
| Tabbiani 9’ A. Maniero 90+4’ | Marcatori |  |

| Arbitro: | Squillace (Catanzaro) |

|                                       |           |  |
| Gubellini 38’, 69’ Provitali 58’, 83’ | Marcatori |  |

| Arbitro: | Brunialti (Trento) |

|                                        |           |  |
| Princivalli 65’ Pasa 90’ Modesti 90+4’ | Marcatori |  |

| Arbitro: | Carrer (Conegliano) |

|                               |           |                                                              |
| Cantoni 39’ M. Pellegrini 74’ | Marcatori | 38’ Princivalli 50’ Bacis 70’ Gubellini 86’ Modesti 90’ Pasa |

| Arbitro: | Giachero (Pinerolo) |

|                    |           |              |
| Gubellini 59’, 75’ | Marcatori | 85’ Graziani |

| Novara 17 dicembre 2000 15ª giornata | Novara                 | 0 – 0 | Triestina | Stadio Silvio Piola\| Arbitro: \| Evangelista (Avellino) \| |
| Arbitro:                             | Evangelista (Avellino) |       |           |                                                             |

| Arbitro: | Benedetto (Messina) |

|             |           |                           |
| Modesti 85’ | Marcatori | 60’ Marcuz 64’ Pietranera |

| Arbitro: | Amato (Castellammare di Stabia) |

|              |           |  |
| Dato 4’, 85’ | Marcatori |  |

#### Girone di ritorno
| Arbitro: | Rubino (Salerno) |

|  |           |               |
|  | Marcatori | 26’ Provitali |

| Arbitro: | Benedetti (Vicenza) |

|                                                |           |                                        |
| Gubellini 32’, 80’ Teodorani 49’ Provitali 71’ | Marcatori | 58’ Olivari 85’ (rig.), 90+1’ S. Motta |

| Arbitro: | Lambertini (Bologna) |

|           |           |               |
| Wangu 26’ | Marcatori | 28’ Provitali |

| Trieste 4 febbraio 2001 21ª giornata | Triestina        | 0 – 0 | Montichiari | Stadio Nereo Rocco\| Arbitro: \| Finazzi (Torino) \| |
| Arbitro:                             | Finazzi (Torino) |       |             |                                                      |

| Arbitro: | Ferrari (Roma) |

|                                          |           |           |
| Amato 2’ Sinigaglia 63’, 87’ Valenti 79’ | Marcatori | 18’ Bacis |

| Trieste 18 febbraio 2001 23ª giornata | Triestina         | 0 – 0 | Legnano | Stadio Nereo Rocco\| Arbitro: \| Ferraro (Crotone) \| |
| Arbitro:                              | Ferraro (Crotone) |       |         |                                                       |

| Arbitro: | Nicoletti (Macerata) |

|             |           |            |
| Visintin 9’ | Marcatori | 2’ Coppola |

| Arbitro: | Evangelista (Avellino) |

|                   |           |                  |
| Provitali 7’, 26’ | Marcatori | 16’, 57’ Tubaldo |

| Arbitro: | M. Mazzoleni (Bergamo) |

|  |           |              |
|  | Marcatori | 7’ Gubellini |

| Arbitro: | Giannoccaro (Lecce) |

|  |           |           |
|  | Marcatori | 39’ Pasca |

| Arbitro: | G. Rocchi (Firenze) |

|           |           |               |
| Zalla 32’ | Marcatori | 84’ Gubellini |

| Arbitro: | Banti (Livorno) |

|            |           |  |
| Donghi 20’ | Marcatori |  |

| Arbitro: | Santoro (Domodossola) |

|                                             |           |                      |
| Parisi 80’ Gubellini 90+3’ Venturelli 90+5’ | Marcatori | 81’ (rig.) Moschella |

| Arbitro: | Angrisani (Salerno) |

|                   |           |                            |
| Dellagiovanna 55’ | Marcatori | 38’ Princivalli 80’ Parisi |

| Arbitro: | Ferrari (Roma) |

|                                               |           |            |
| Parisi 43’ (rig.) Gubellini 46’ Borriello 48’ | Marcatori | 89’ M. Gay |

| Padova 6 maggio 2001 33ª giornata | Padova              | 0 – 0 | Triestina | Stadio Euganeo\| Arbitro: \| Carlucci (Molfetta) \| |
| Arbitro:                          | Carlucci (Molfetta) |       |           |                                                     |

| Arbitro: | G. Rossi (Rimini) |

|  |           |                  |
|  | Marcatori | 23’ (aut.) Bacis |

#### Playoff
| Arbitro: | Vicinanza (Albenga) |

|                   |           |  |
| Parisi 29’ (rig.) | Marcatori |  |

| Arbitro: | Palanca (Roma) |

|                        |           |                                    |
| Porfido 43’ Arioli 61’ | Marcatori | 5’ Masolini 80’, 84’ (rig.) Parisi |

| Arbitro: | De Marco (Chiavari) |

|                    |           |  |
| Gubellini 21’, 85’ | Marcatori |  |

| Arbitro: | Rizzoli (Bologna) |

|  |           |                         |
|  | Marcatori | 1’ Parisi 17’ Borriello |

### Coppa Italia Serie C

#### Fase a gironi
| Mestre 17 agosto 2000 1ª giornata | Mestre            | 0 – 0 | Triestina | Stadio Francesco Baracca\| Arbitro: \| Capozzi (Vicenza) \| |
| Arbitro:                          | Capozzi (Vicenza) |       |           |                                                             |

| Trieste 20 agosto 2000 2ª giornata | Triestina         | 5 – 3 | San Donà | Stadio Nereo Rocco\| Arbitro: \| Belloli (Bergamo) \| |
| Arbitro:                           | Belloli (Bergamo) |       |          |                                                       |

| Arbitro: | Battistella (Conegliano) |

|                |           |            |
| Centofanti 39’ | Marcatori | 12’ Ossari |

| Arbitro: | Romeo (Verona) |

|           |           |                          |
| Bacis 85’ | Marcatori | 29’ Di Somma 46’ Temelin |

| 30 agosto 2000 5ª giornata |  | – Turno di riposo Triestina |  |  |

## Statistiche

### Statistiche dei giocatori
| Giocatore      | Serie C2 | Serie C2 | Coppa Italia Serie C | Coppa Italia Serie C | Totale   | Totale |
| Giocatore      | Presenze | Reti     | Presenze             | Reti                 | Presenze | Reti   |
| -------------- | -------- | -------- | -------------------- | -------------------- | -------- | ------ |
| M. Bacis       | 23+3     | 2        | ?                    | ?                    | 26+      | 2+     |
| N. Bambini     | 23       | 0        | ?                    | ?                    | 23+      | 0+     |
| G. Birtig      | 30+2     | 0        | ?                    | ?                    | 32+      | 0+     |
| M. Borriello   | 9+4      | 1+1      | ?                    | ?                    | 13+      | 2+     |
| A. Boscolo     | 26+4     | 4        | ?                    | ?                    | 30+      | 4+     |
| M. Caliari     | 13+4     | 0        | ?                    | ?                    | 17+      | 0+     |
| A. Canella     | 1        | 0        | ?                    | ?                    | 1+       | 0+     |
| G. Cocetti     | 1        | 0        | ?                    | ?                    | 1+       | 0+     |
| C. Coppola     | 17       | 1        | ?                    | ?                    | 17+      | 1+     |
| L. Cortellazzi | 5        | 0        | ?                    | ?                    | 5+       | 0+     |
| A. De Poli     | 6+4      | 0        | ?                    | ?                    | 10+      | 0+     |
| M. Gubellini   | 29+4     | 12+2     | ?                    | ?                    | 33+      | 14+    |
| A. Lardieri    | 5        | 0        | ?                    | ?                    | 5+       | 0+     |
| F. Masolini    | 13+4     | 0+1      | ?                    | ?                    | 17+      | 1+     |
| F. Micciola    | 21+4     | 4        | ?                    | ?                    | 25+      | 4+     |
| A. Modesti     | 13       | 3        | ?                    | ?                    | 13+      | 3+     |
| M. Nicolosi    | 1        | 0        | ?                    | ?                    | 1+       | 0+     |
| A. Parisi      | 27+4     | 3+4      | ?                    | ?                    | 31+      | 7+     |
| D. Pasa        | 15       | 3        | ?                    | ?                    | 15+      | 3+     |
| A. Pinzan      | 6+4      | -?       | ?                    | ?                    | 10+      | 0+     |
| A. Pontarollo  | 14       | 0        | ?                    | ?                    | 14+      | 0+     |
| N. Princivalli | 26+4     | 3        | ?                    | ?                    | 30+      | 3+     |
| F. Provitali   | 25       | 10       | ?                    | ?                    | 25+      | 10+    |
| T. Ramon       | 28       | -?       | ?                    | ?                    | 28+      | 0+     |
| O. Roma        | 1        | 0        | ?                    | ?                    | 1+       | 0+     |
| P. Scotti      | 9+4      | 0        | ?                    | ?                    | 13+      | 0+     |
| M. Stacanelli  | 10       | 0        | ?                    | ?                    | 10+      | 0+     |
| M. Susic       | 14       | 0        | ?                    | ?                    | 14+      | 0+     |
| A. Teodorani   | 26+2     | 2        | ?                    | ?                    | 28+      | 2+     |
| R. Vecchiato   | 14       | 0        | ?                    | ?                    | 14+      | 0+     |
| E. Venturelli  | 18+4     | 1        | ?                    | ?                    | 22+      | 1+     |
| M. Zago        | 12       | 0        | ?                    | ?                    | 12+      | 0+     |